# Sedlec (Praga)
Sedlec – część Pragi. W 2006 zamieszkiwało ją 893 mieszkańców.